# Tadeusz Kłobucki
Tadeusz Kłobucki (ur. 1919, zm. 1987) – dyrektor naczelny Państwowego Teatru Muzycznego Opery i Operetki w Bydgoszczy w latach 1973-1977.

## Życiorys
Urodził się 15 sierpnia 1919 r. w Bydgoszczy. W 1938 r. ukończył Państwowe Gimnazjum Humanistyczne - męskie im. Rydza-Śmigłego w Bydgoszczy przy ul. Grodzkiej. Pochodził z rodziny o zainteresowaniach artystycznych; jeden z braci ojca był rzeźbiarzem, drugi muzykiem. W czasie II wojny światowej znalazł się w Anglii. Tam ukończył studia na Uniwersytecie w Oxfordzie w 1947 r.
Po powrocie z Anglii do kraju pracował w administracji i spółdzielczości. Był kierownikiem Wydziału Komunikacji Urzędu Miasta Bydgoszczy oraz tłumaczem przysięgłym. 1 czerwca 1973 r. objął stanowisko dyrektora Państwowego Teatru Muzycznego Opery i Operetki w Bydgoszczy. W tym czasie instytucja ta borykała się z trudnościami lokalowymi, nie posiadając własnej sceny. Pomagał w staraniach dotyczących budowy nowego gmachu dla opery, współpracował z Bydgoskim Towarzystwem Muzycznym. W okresie jego kadencji uporządkowanych zostało szereg spraw natury organizacyjnej i prawnej. Gdy w drugiej połowie lat 70. zaczęto krytykować działalność artystyczną bydgoskiej opery za „obniżenie jej lotów”, w liście otwartym na łamach „Gazety Pomorskiej”, usiłował rozstrzygnąć tę kwestię. Był zwolennikiem połączenia na bydgoskiej scenie funkcji teatru operowego wystawiającego opery klasyczne i teatru muzycznego wystawiającego operetki i musicale. Szukając rozwiązań poprawy sytuacji bydgoskiej instytucji, postulował zabezpieczenie kadry muzyczno-wokalnej ze średniej i wyższej szkoły muzycznej, zorganizowania klasy baletowej oraz poszerzenie oferty kształcenia muzycznego w Bydgoszczy o dziedzinę wokalistyki i aktorstwa.
Problemy zawodowe oraz choroba spowodowały rezygnację Tadeusza Kłobuckiego z funkcji dyrektora 30 września 1977 r. Po odejściu z opery był jakiś czas kierownikiem Urzędu Stanu Cywilnego w Bydgoszczy. Zmarł 27 lutego 1987 r. w Bydgoszczy.

### Rodzina
Tadeusz Kłobucki miał dwóch synów - jednego z małżeństwa z Angielką-lotnikiem, Roberta, który mieszkał w Oksfordzie oraz drugiego z małżeństwa z Krystyną, z domu Stasiak, Jarosława, który ukończywszy w Bydgoszczy resocjalizację, pracował w swoim zawodzie w Berlinie. Krystyna Kłobucka, druga jego żona, przybyła do Bydgoszczy z Grodna wraz z rodziną i była inicjatorką wielu przedsięwzięć, także na rzecz środowisk kulturalnych miasta Bydgoszczy. Jego brat Mieczysław był lekarzem w Warszawie, a żona jego brata Lidia Kłobucka - solistką operetki warszawskiej, uczennicą Ady Sari.